# Navman

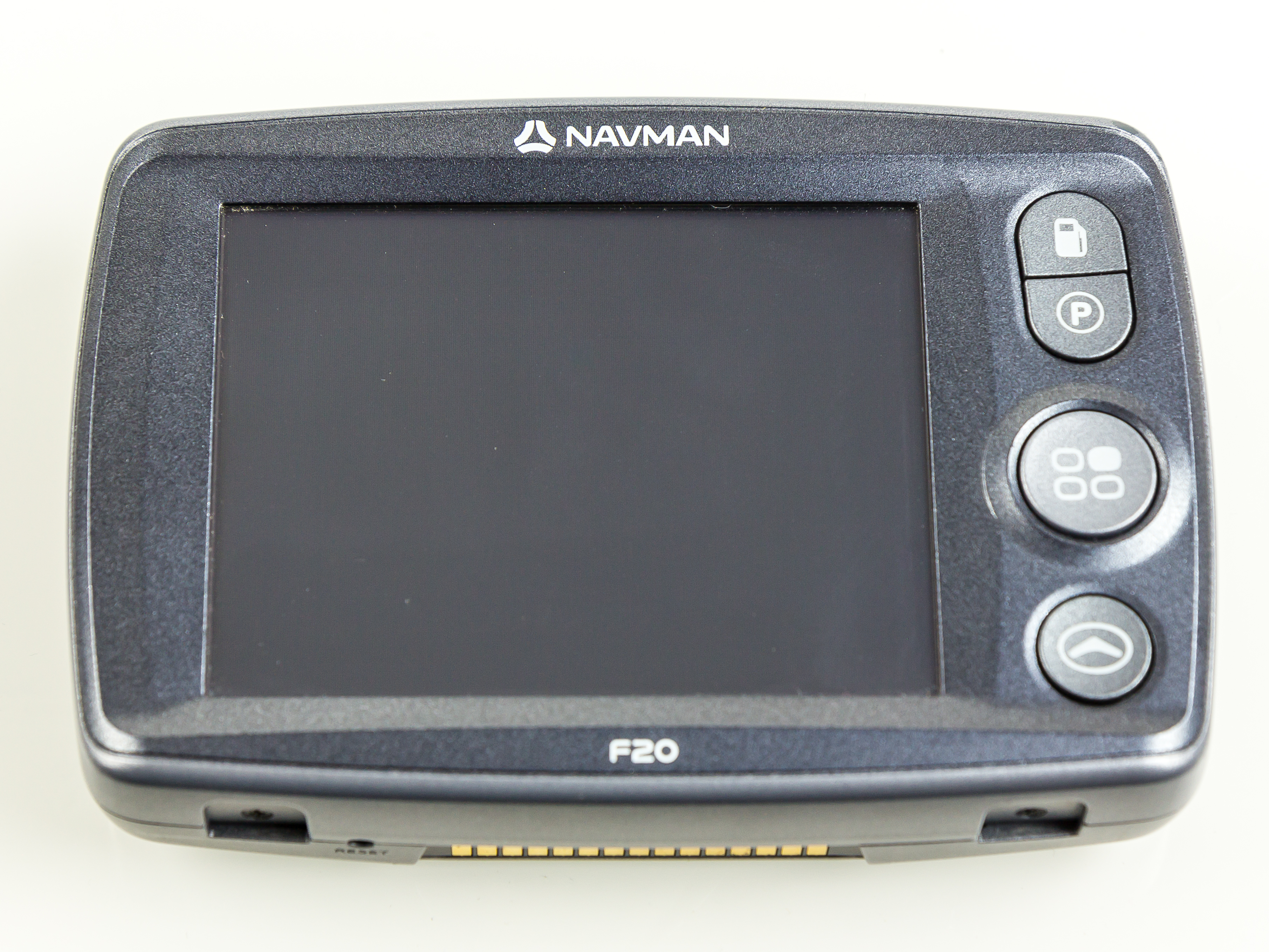
Navman F20

Navman è una società neozelandese di sistemi GPS fondata nel 1986.
Forniscono le unità e i programmi GPS per palmari e pc portatili, per sistemi di navigazione satellitare su strada e marittima.
Fu acquisita dalla Brunswick Corporation nel giugno 2004.
La divisione marittima di Navman disegna e produce anche cercapesce, sonar, radio VHF, strumenti di navigazione.
Navman ha un'unica posizione come azienda di elettronica, con più di 500 lavoratori coinvolti nel design, sviluppo e produzione di prodotti inclusi ricevitori satellitari GPS, plotter, dispositivi di misura del flusso del combustibile, calibro e velocità di un'imbarcazione.
Navman lavora anche strettamente con partner dell'hardware a livello mondiale come: Palm Inc, Compaq Computer Corporation, nello sviluppo della sua gamma di GPS portatili.

## Novità
Da giugno 2007 offre il servizio iUpdata per avvertire delle inesattezze delle mappe stradali in continua evoluzione.